# Максимилиан Филип
Максимилиан Филип (на немски: Maximilian Philipp; роден на 1 март 1994 г. в Берлин) е германски футболист, играе като полузащитник, и се състезава за немския Фрайбург. 

## Клубна кариера

### Ранна кариера
Максимилиан започва първо в школата на отбора от родния си град Берлин Херта, а после преминава в школата на друг отбор от града - Тенис Борусия Берлин, където играе три години. Следва едногодишен престой при юношите на Енерги Котбус.

### Фрайбург
През 2012 година Филип се премества в школата на Фрайбург. Сезон 2013/14 изиграва за втория отбор на клуба, където отбелязва 12 гола в 31 мача.
На 5 април 2014 година Филип записва професионалния си дебют за Фрайбург, заменяйки Феликс Клаус в 90-ата минута в мач срещу отбора на Щутгарт.
На 10 септември 2016 година Максимилиан отбелязва два гола при домакинския обрат от 0-1 до 3-1 срещу отбора на Борусия Мьонхенгладбах. На 29 октомври 2016 година отбелязва гол при победата с 1-3 като гост над Вердер Бремен.

### Борусия Дортмунд
На 7 юни 2017 година Филип преминава в германския гранд Борусия Дортмунд, подписвайки договор за пет сезона.

## Национален отбор
Филип има записани два мача за националния отбор на Германия до 20 години през 2014 година.
От 2016 година е част от националния отбор на Германия до 21 години. През юни 2017 година е повикан в състава на германия до 21 години за Европейското първенство до 21 години в Полша.

## Успехи

### Клубни
- Втора Бундеслига: 2015/16